# Ďula
Ďula, ukrajinsky Дюла, maďarsky Szőlősgyula nebo zkráceně Gyula, rumunsky Jula), je obec v Pyjterfolvivské vesnické komunitě v okrese Berehovo v Zakarpatské oblasti Ukrajiny. V roce 2001 v obci žilo  1 421 obyvatel, z toho bylo  96,06% obyvatel maďarské národnosti. 

## Původ názvu
Podle historiků byl název vesnice odvozen z maďarského osobního jména Gyula (čti: Ďula), které bylo do ukrajinštiny přeloženo jako Julius. Na základě tohoto zvážení byla obec v roce 1946 přejmenována na Юливцы (čti: Julivci).
Maďarsky se Ďula nazývá Szőlősgyula. Předpona Szőlős znamená v překladu hrozny, které souvisí s pěstováním hroznů a produkcí vína v Ďule od roku 1907.

## Názvy
- 1377  – 1396, Giula (maď.)
- 1396  – 1907, Gyula (maď.)
- 1396  – 1907, Gywla (ukr.)
- 1907  – 1946, Szőlősgyula (maď.)
- 1946  – 1995, Юловцы (Julivci) (ukr. a rus.)
- 1995  –  Дюла (Ďula) (ukr.)

## Historie
Obyvatelé obce se považují za potomky Pečenehů, kteří na území Zakarpatské oblasti žili v 9. století. První písemná zmínka o Ďule pochází z roku 1396, kdy byla součástí Uherska. Obec se už tehdy jmenovala Gyula, avšak podle historiků se o ní už dříve mluvilo jako o místě s názvem Giula. Vesnici v roce 1867 postihla epidemie neštovic, kvůli které zemřelo mnoho dětí. Po rozpadu Rakousko-Uherska se stala Ďula součástí Československa. V roce 1938 byla obec v důsledku první vídeňské arbitráže přičleněna k Maďarsku. Po skončení druhé světové války byla obec postoupena Sovětskému svazu a stala se součástí Ukrajinské sovětské socialistické republiky. V listopadu 1944 poslala NKVD do koncentračních táborů 103 mužů a 24 z nich zemřelo. V roce 1946 byla Ďula přejmenována na Julivci. Po rozpadu SSSR se nakonec v roce 1991 stala součástí samostatné Ukrajiny, přičemž jí byl vrácen původní název.

## Pamětihodnosti
- Kostel Těla Kristova, postavený v 15. století